# Nombres 1 000 000 000 à 9 999 999 999
Cet article recense quelques entiers naturels ayant des propriétés remarquables et inclus dans l'intervalle allant de 1 000 000 000 et 9 999 999 999, tous deux inclus.

## Nombres dans l'intervalle [1 000 000 000;2 499 999 999]
- 1 000 000 000 - 109

- 1023456789 - plus petit nombre pandigital
- 1073676287 - nombre de Carol
- 1073741824 - 230
- 1073807359 - nombre de Kynea
- 1111111111 - nombre uniforme
- 1129760415 - nombre de Motzkin
- 1134903170 - nombre de Fibonacci
- 1162261467 - 319
- 1220703125 - 513
- 1234567890 - nombre pandigital avec les chiffres dans l'ordre
- 1280000000 - 207
- 1311738121 - nombre de Pell
- 1382958545 - nombre de Bell
- 1406818759 - nombre de Wedderburn-Etherington
- 1475789056 - 148
- 1836311903 - nombre de Fibonacci
- 1977326743 - 711
- 2147483647 - nombre de Mersenne premier
- 2147483648 - 231
- 2176782336 - 612
- 2214502422 - nombre pseudoparfait primaire
- 2222222222 - nombre uniforme
- 2357947691 - 119

## Nombres dans l'intervalle [2 500 000 000;4 999 999 999]
- 2 562 890 625 : 158
- 2 971 215 073 : nombre de Fibonacci premier
- 3 166 815 962 : nombre de Pell
- 3 192 727 797 : nombre de Motzkin
- 3 323 236 238 : nombre de Wedderburn-Etherington
- 3 333 333 333 : nombre uniforme
- 3 486 784 401 : 320
- 4 294 836 223 : nombre de Carol
- 4 294 967 296 : 232
- 4 294 967 297 : le premier nombre de Fermat non premier : F5
- 4 295 098 367 : nombre de Kynea
- 4 444 444 444 : nombre uniforme
- 4 807 526 976 : nombre de Fibonacci

## Nombres dans l'intervalle [5 000 000 000;7 499 999 999]
- 5159780352 - 129
- 5391411025 - plus petit nombre abondant impair non divisible par 3
- 5555555555 - nombre uniforme
- 5784634181 - factorielle alternative
- 6210001000 - le seul nombre autodescriptif en base dix
- 6227020800 - 13!
- 6103515625 - 514
- 6666666666 - nombre uniforme
- 6975757441 - 178
- 6983776800 - nombre colossalement abondant

## Nombres dans l'intervalle [7 500 000 000;9 999 999 999]
- 7645370045 - nombre de Pell
- 7777777777 - nombre uniforme
- 7778742049 - nombre de Fibonacci
- 7862958391 - nombre de Wedderburn-Etherington
- 8589869056 - nombre parfait
- 8589934592 - 233
- 8888888888 - nombre uniforme
- 9043402501 - nombre de Motzkin
- 9814072356 - le carré de 99 066, le quatre-vingt-dix-septième et le plus grand nombre carré utilisant les chiffres 1, 2, 3, 4, 5, 6, 7, 8, 9 et 0 exactement une fois : un nombre pandigital qui est aussi un carré ; la plus grande puissance parfaite à chiffres distincts (la 657e) ; un membre de la suite des puissances parfaites où tous les chiffres voisins sont distincts, tous les chiffres premiers sont adjacents 7,2,3,5 dans un cycle, qui est égal au cycle {2357} dans l'ordre naturel, une permutation : d'ordre 10 lue de gauche à droite et d'ordre 6 ({9},{8},{2,3},{0,6,4,7,1,5}) lue de droite à gauche ; en base 2 et base 3, ses six derniers chiffres sont les mêmes (100100).
- 9876543210 - plus grand nombre pandigital sans chiffre redondant
- 9999999999 - nombre uniforme